# Транспорт в Камбодже

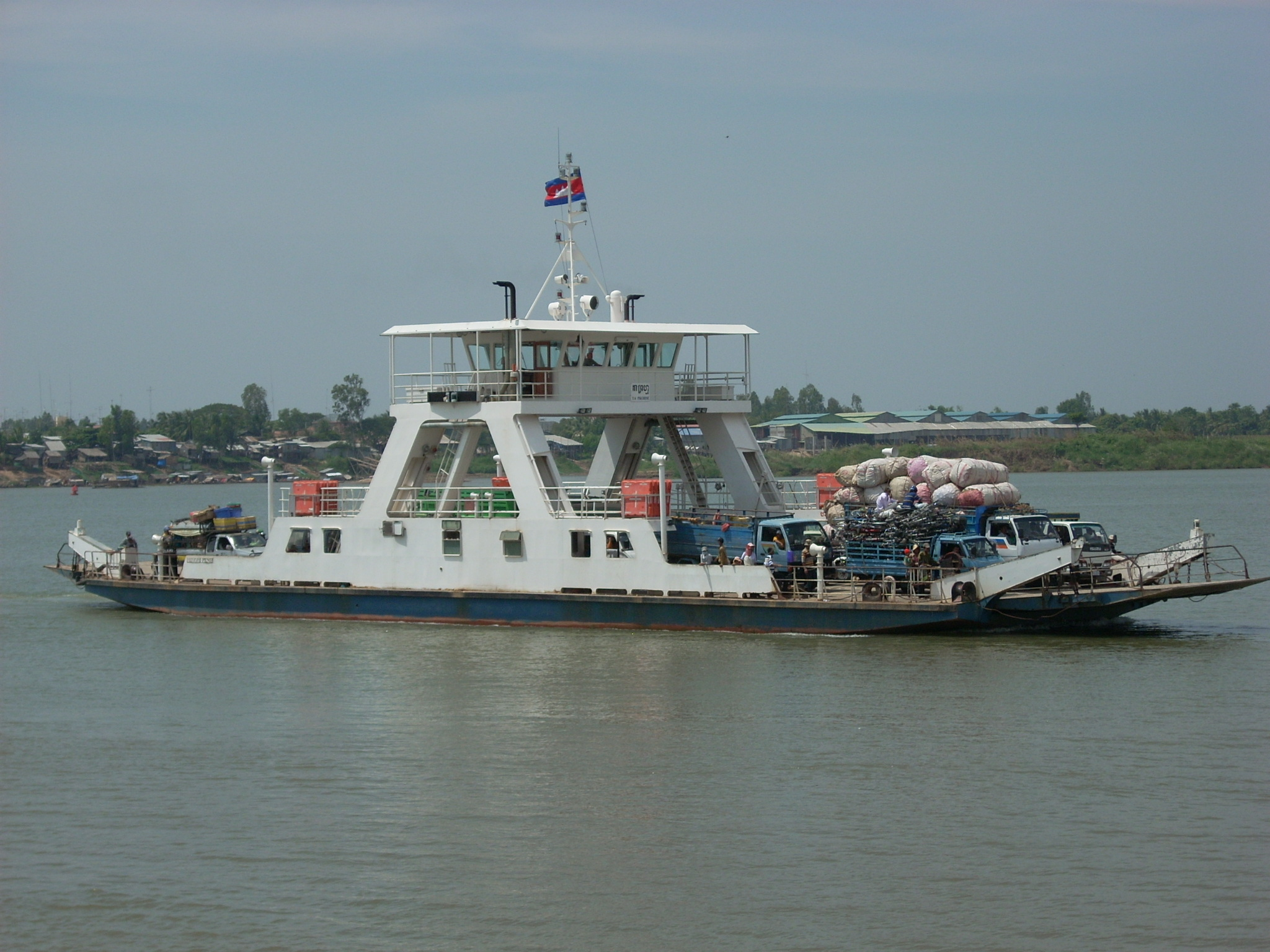
Паромная переправа через Меконг

Во время гражданской войны транспортная инфраструктура Камбоджи была сильно разрушена, однако в настоящее время, с помощью иностранных инвестиций и оборудования, Камбоджа проводит реконструкцию основных шоссейных и железных дорог, а также строит новые.

## Водный транспорт

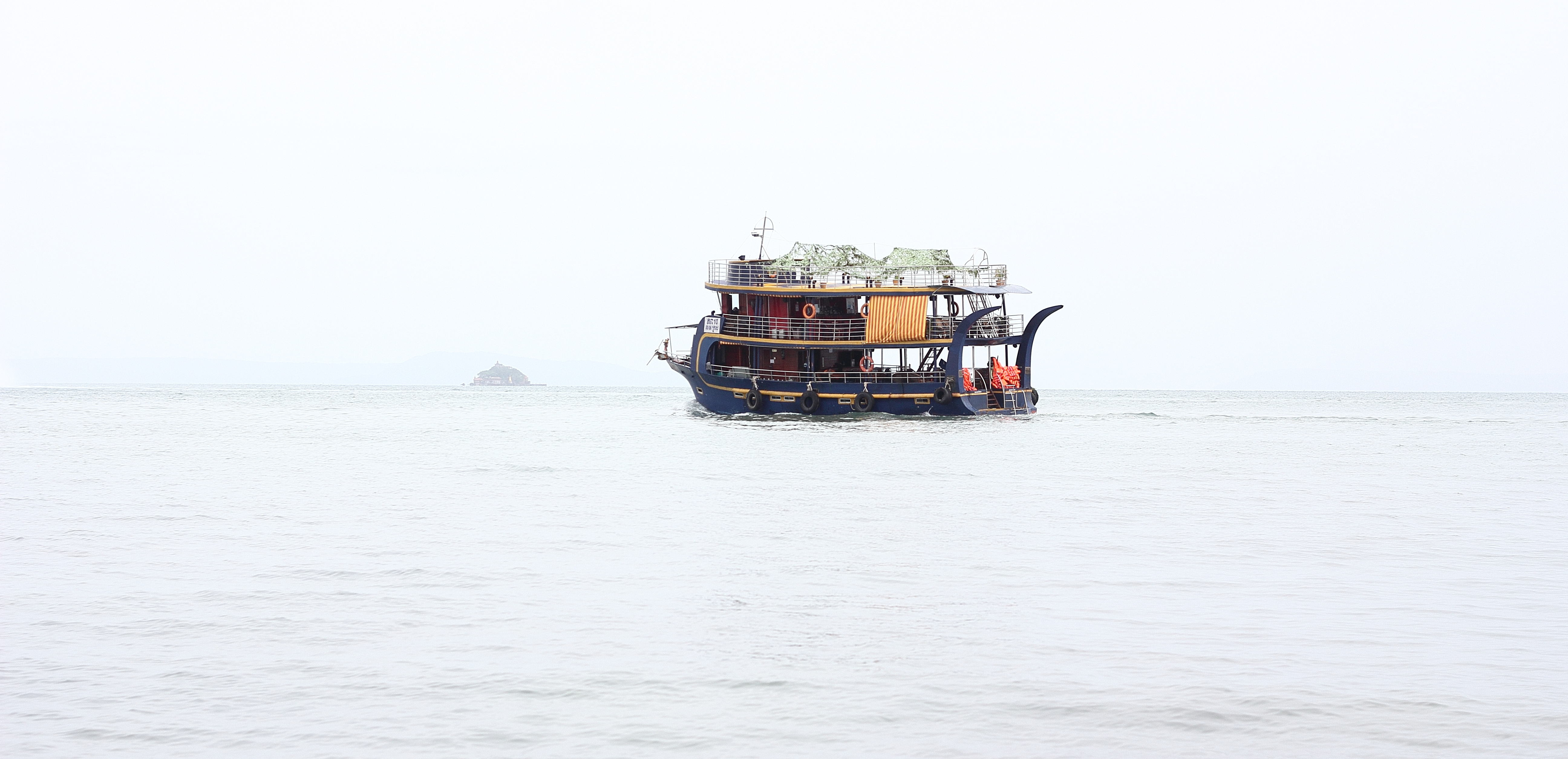
Прогулочное судно в провинции Сиануквиль.

Водные пути сообщения издавна играли огромную роль в Камбодже. Реки Меконг, Тонлесап, их многочисленные притоки и озеро Тонлесап образуют водную транспортную систему общей протяженностью путей в 3,700 км круглый год для судов с осадкой 0,6 м и ещё 282 км для судов с осадкой в 1.8 м. Главный морской порт страны — Сиануквиль. Пномпень, который находится при слиянии рек Меконг, Бассак и Тонлесап — единственный речной порт, способный принимать суда водоизмещением 8,000 тонн в дождливый сезон и 5,000 тонн в сухой сезон.
Камбоджа разрешает иностранным юридическим лицам регистрировать суда под своим флагом, поэтому под флагом Камбоджи в настоящее время ходит 544 морских судна.

## Автомобильный транспорт

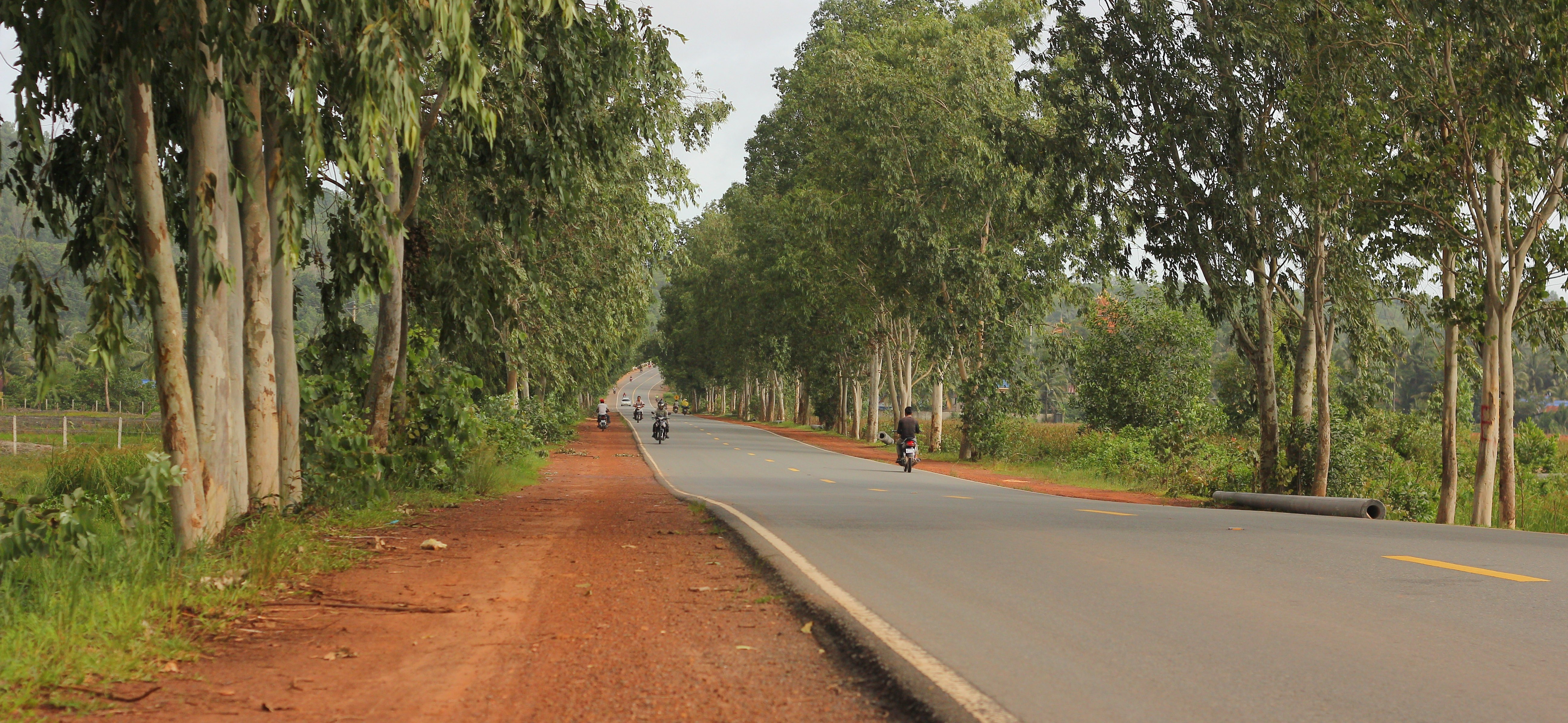
Национальное шоссе № 4.

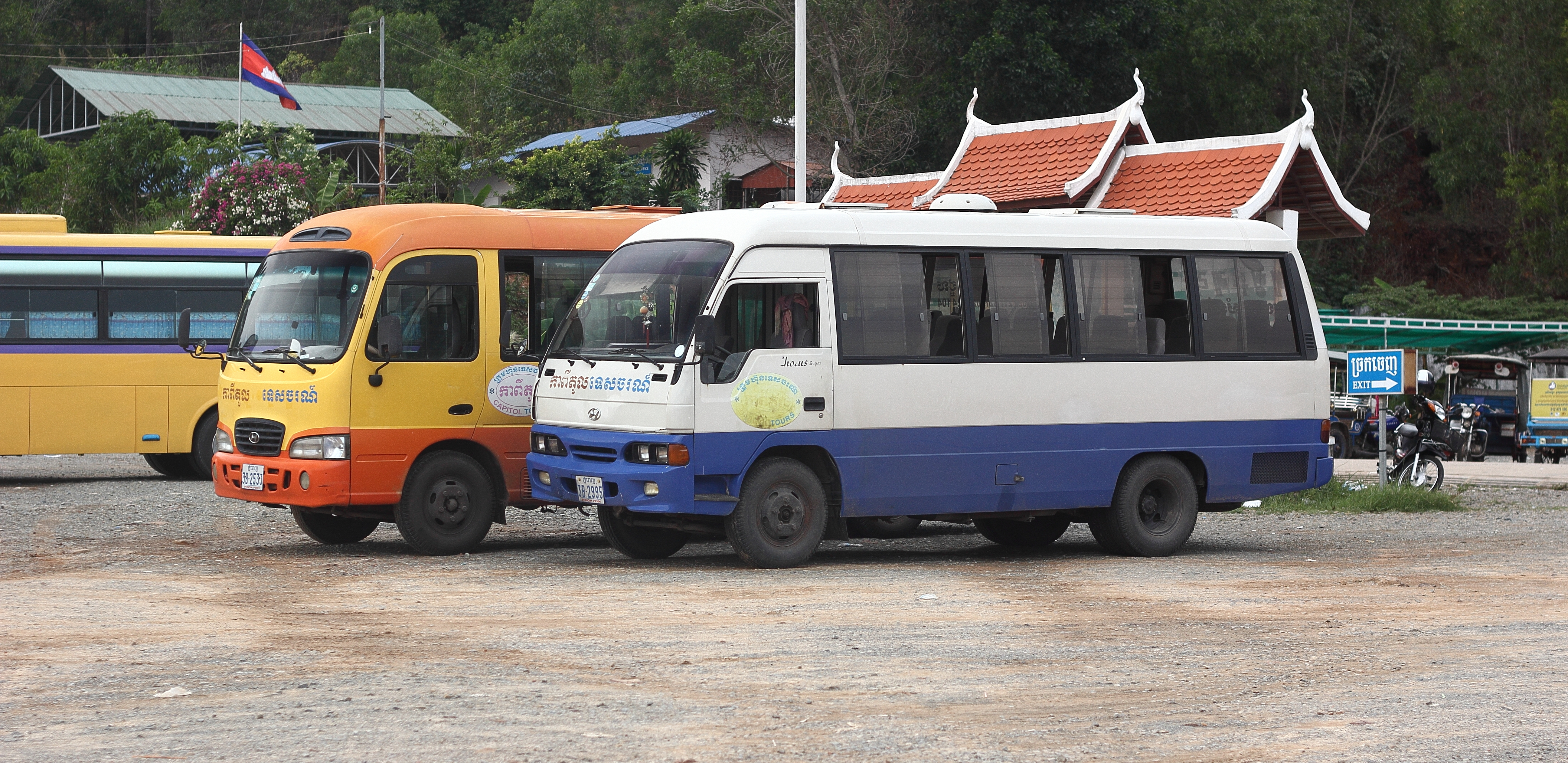
Автостанция в провинции Сиануквиль.

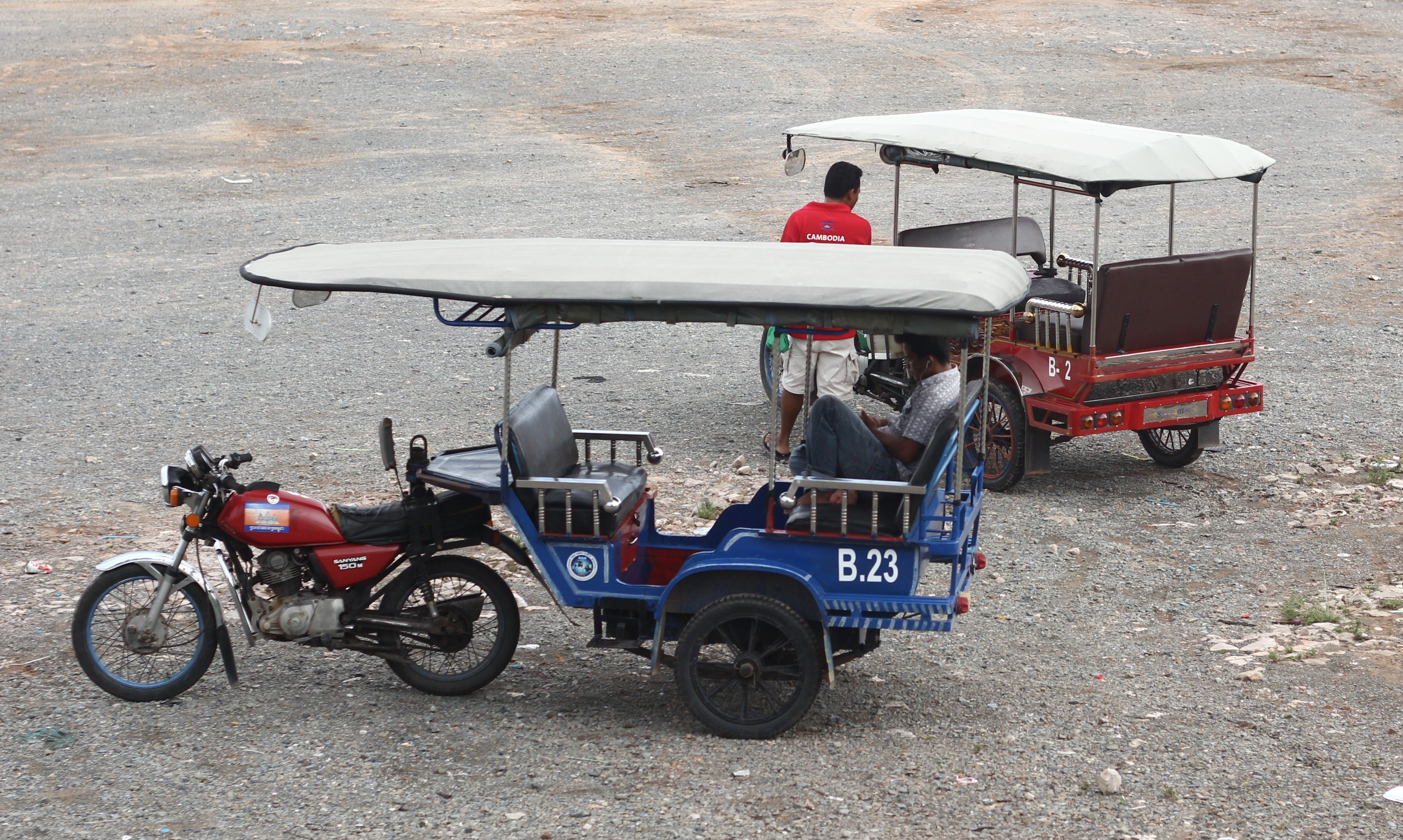
Тук-тук в Камбодже.

- Общая протяженность дорог — 44,709 км
- С твердым покрытием — 3,607 км
- Грунтовые — 41,102 км (2010)[1]

С 2006 года состояние автомобильных дорог существенно улучшилось, и большинство основных дорог теперь имеют твердое покрытие.
Кроме национальных дорог, была заасфальтирована дорога до Кахконга, и построено 5 мостовых переходов через реки, так что теперь Пномпень имеет надежное транспортное сообщение с Таиландом (Трат) через Кохконг.
| Национальное шоссе      | Код   | Длина     | От       | До                  |
| ----------------------- | ----- | --------- | -------- | ------------------- |
| Национальное шоссе № 1  | 10001 | 167.10 км | Пномпень | граница с Вьетнамом |
| Национальное шоссе № 2  | 10002 | 120.60 км | Пномпень | граница с Вьетнамом |
| Национальное шоссе № 3  | 10003 | 202.00 км | Пномпень | Веалрень            |
| Национальное шоссе № 4  | 10004 | 226.00 км | Пномпень | Сиануквиль          |
| Национальное шоссе № 5  | 10005 | 407.45 км | Пномпень | граница с Таиландом |
| Национальное шоссе № 6  | 10006 | 416.00 км | Пномпень | Бантеаймеантьей     |
| Национальное шоссе № 7  | 10007 | 509.17 км | Скуон    | граница с Лаосом    |
| Национальное шоссе № 11 | 10008 | 90.00 км  | Неакленг | Тхналтотоунг        |

## Железнодорожный транспорт

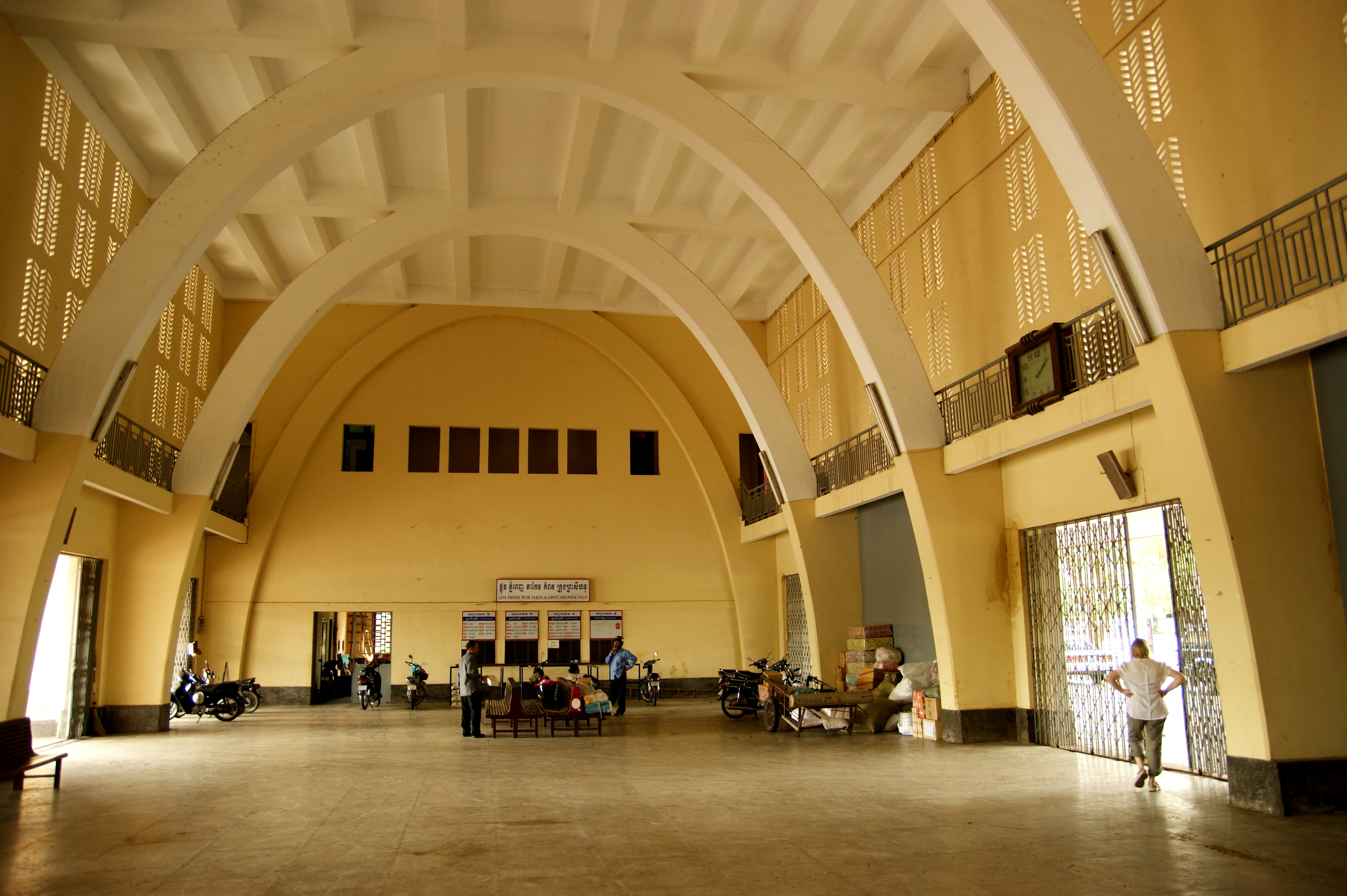
Вокзал в Пномпене в 2009 г.

- Общая протяженность дорог — 690 км (на реконструкции)
- Колея — 1,000 мм

В Камбодже имеется две однопутные железнодорожные линии с колеей в 1 метр и общей длиной 690 км.. Одна из линий соединяет Пномпень с Сиануквилем (построена в 1960-е годы), другая — Пномпень с Баттамбангом и Сисопхоном (построена в 1930-е годы). Участок между Сисопхоном и Пойпетом (на тайской границе) был разобран во время гражданской войны. До 2009 года поезда ещё ходили раз в неделю между Пномпенем и Баттамбангом, однако в настоящее время сообщение прекращено.
В 2009 году правительство заключило соглашение с частными компаниями на реконструкцию железнодорожной сети в рамках проектов Трансазиатской железной дороги, по которому в 2011 году планировалось открыть железнодорожное сообщение между Пномпенем и Сиануквилем, а в 2013 году — между Пномпенем, Баттамбангом и Сисопхоном, кроме того планируется достройка железной дороги от Сисопхона до тайской границы. В дальнейшем планируется постройка новой железной дороги, соединяющей Пномпень с Вьетнамом.
В октябре 2010 года было открыто грузовое движение по участку восстановленной железной дороги от Пномпеня до Тукмеах (118 км, провинция Кампот).
28 декабря 2012 г. Toll Royal Railway объявила об открытии грузового движения на линии Пномпень — порт Сиануквиль (254 км). Контейнерные перевозки будут осуществляться три раза в неделю.
По состоянию на 2016 год возобновлено и пассажирское сообщение. Поезда ходят регулярно и по расписанию, с отправлением в 7 утра из Сиануквиля и Пномпеня по субботам и воскресеньям. А также по пятницам в 15:00 из Пномпеня в Сиануквиль, и по воскресеньям в 16:00 из Сиануквиля в Пномпень. Поезда идут по маршруту Пномпень-Такео-Кампот-Сиануквиль. На маршрут поставлены отремонтированные сидячие вагоны с полностью обновлённым салоном и кондиционированием воздуха в салоне. Билет на поезд стоит от 4 до 7 долларов США, в зависимости от пункта старта и пункта назначения.

## Воздушный транспорт

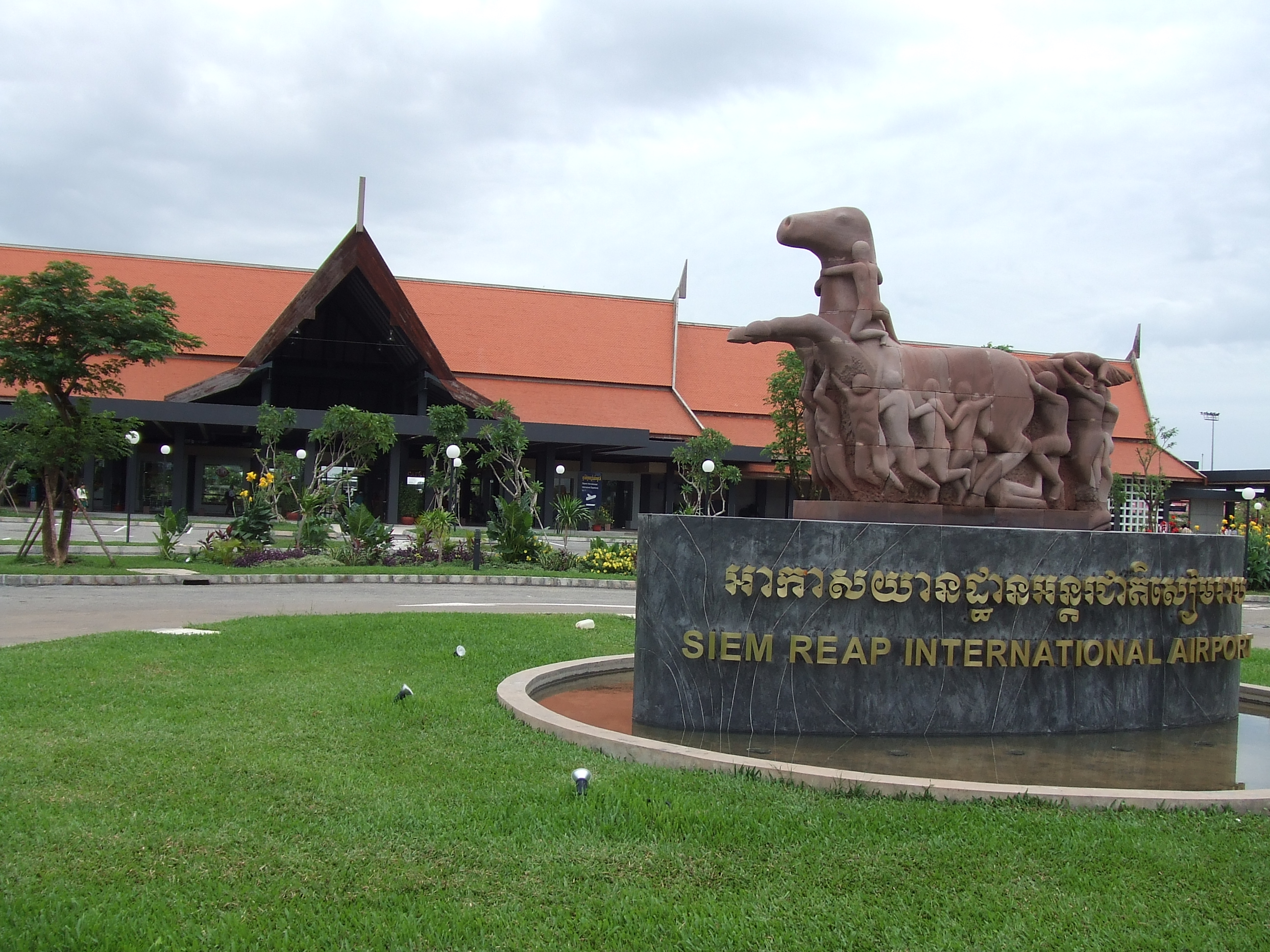
Международный аэропорт в Сиемреапе

Аэропортов (ВПП с твердым покрытием) — 6, из них
- 3 — с ВПП длиной 2,438 — 3,047 м
- 2 — с ВПП длиной 1,524 — 2,437 м
- 1 — с ВПП длиной 914 — 1,523 м

Аэропортов (ВПП с грунтовым покрытием) — 10 (2013)
В стране есть четыре коммерческих аэропорта, в настоящее время действуют три из них — международный аэропорт в Пномпене (IATA: PNH) (бывший Почентонг), международный аэропорт в Сиемреапе (IATA: REP), который является крупнейшим аэропортом в Камбодже, и аэропорт в Сиануквиле (IATA: KOS).
Пассажирооборот в 2012 г.
- PNH — 2,077,282 пассажира
- REP — 2,223,029 пассажиров[5]

Ещё один аэропорт находится в Баттамбанге (IATA: BBM), однако регулярные рейсы в нём не осуществляются.
Открытие реконструированного международного аэропорта в Сиануквиле намечалось ещё на ноябрь 2009 года, однако регулярные пассажирские рейсы были возобновлены лишь 14 декабря 2011 г.